# Fastiveț, Fastiv
Fastiveț (în ucraineană Фастівець) este localitatea de reședință a comunei Fastiveț din raionul Fastiv, regiunea Kiev, Ucraina.

## Demografie
Componența lingvistică a localității Fastiveț
     Ucraineană (98,24%)
     Rusă (1,46%)
     Alte limbi (0,29%)
Conform recensământului din 2001, majoritatea populației localității Fastiveț era vorbitoare de ucraineană (98,24%), existând în minoritate și vorbitori de rusă (1,46%).